# Hällholmtjärnen
Hällholmtjärnen är en sjö i Strömsunds kommun i Jämtland och ingår i Ångermanälvens huvudavrinningsområde. Sjön har en area på 0,0754 kvadratkilometer och ligger 421,7 meter över havet.

## Delavrinningsområde
Hällholmtjärnen ingår i det delavrinningsområde (714844-147299) som SMHI kallar för Utloppet av Hällholmtjärnen. Medelhöjden är 440 meter över havet och ytan är 0,78 kvadratkilometer. Det finns inga avrinningsområden uppströms utan avrinningsområdet är högsta punkten. Vattendraget som avvattnar avrinningsområdet har biflödesordning 5, vilket innebär att vattnet flödar genom totalt 5 vattendrag innan det når havet efter 253 kilometer. Avrinningsområdet består mestadels av skog (79 procent). Avrinningsområdet har 6,05 kvadratkilometer vattenytor vilket ger det en sjöprocent på 14,5 procent.